# Les Genevez
Les Genevez är en ort och kommun i distriktet Franches-Montagnes i kantonen Jura, Schweiz. Kommunen har 510 invånare (2023).